# Catoptrus rathbunae
Catoptrus rathbunae is een krabbensoort uit de familie van de Portunidae. De wetenschappelijke naam van de soort is voor het eerst geldig gepubliceerd in 1966 door Serène.